# Advances in Anatomy, Embryology and Cell Biology
Advances in Anatomy, Embryology and Cell Biology, abgekürzt Adv. Anat. Embryol. Cell Biol., ist eine wissenschaftliche Fachzeitschrift, die vom Springer Verlag veröffentlicht wird. Die Zeitschrift wurde 1891 unter dem Titel Ergebnisse der Anatomie und Entwicklungsgeschichte gegründet und änderte den Namen 1973 in Advances in Anatomy, Embryology and Cell Biology. Es werden Arbeiten aus dem Bereich der Anatomie und Embryologie veröffentlicht.
Der Impact Factor lag im Jahr 2014 bei 17,0. Nach der Statistik des ISI Web of Knowledge wird das Journal mit diesem Impact Factor in der Kategorie Anatomie und Morphologie an erster Stelle von 20 Zeitschriften und in der Kategorie Zellbiologie an achter Stelle von 184 Zeitschriften geführt.